# Microlixus
 Microlíxus — рід жуків родини Довгоносики (Curculionidae).

## Спосіб життя
Невідомий.

## Географічне поширення
Ареал роду обмежений Афротропікою: Гана, Сенегал, Малі, Камерун, Чад, Конго, Заїр, Нігерія, Ефіопія, Судан.